# Blood Visions
Blood Visions – debiutancki punk rockowy album studyjny amerykańskiego wykonawcy Jaya Reatarda, pochodzącego z zespołu The Reatards.
Niedługo przed śmiercią Reatarda w 2010, sprzedał on swoje prawa do wytwórni muzycznej Fat Possum Records, wkrótce po tym jak wydawnictwo In The Records przerwało produkcję i dystrybucję albumu.

## Produkcja
Wszystkie utwory w albumie zostały w pełni wykonane przez Reatarda – śpiewając, grając na gitarze elektrycznej i basowej oraz na perkusji. Wyjątkiem są utwory „I See You Standing There” i „We Who Wait”, w których wokalistę wspomogła jego dziewczyna, Alix Brown – w pierwszej piosence zagrała na gitarze basowej, w drugiej była wokalem wspierającym.
Okładka albumu została stworzona przez wokalistę zespołu Warm Soda, Matthew Meltona. Została ona oparta na pomyśle morderstwa dziewczyny w następujących krokach: na obsesji widocznej w tekście utworu „My Shadow” i „Nightmares”; na śledzeniu widocznym w piosence „I See You Standing There”; na polowaniu w „Turning Blue” a ostatecznie na motywie morderstwa widocznego w tekście utworu „My Family”.

## Wydanie
Album wydano ponownie na evencie Record Store Day w 2016 jako limitowana wersja 12-calowa na czerwonej płycie winylowej z okazji 10. rocznicy premiery. Wydanie specjalne przygotowano w formie gatefolda, a dodatkowo dołączono utwory demo z Blood Visions na 7-calowej płycie – „Turning Blue”, „It’s So Easy” i „Oh, It’s Such a Shame”. Wyprodukowano tylko dwa tysiące sztuk.

## Covery
Utwór „Oh It’s Such a Shame” został scoverowany przez grupę Deerhunter (dla split singla „Fluorescent Grey / Oh, It’s Such a Shame”) oraz przez Arcade Fire w trakcie ich trasy promocyjnej albumu The Suburbs.

## Odbiór
Portal muzyczny Pitchfork umieścił w swojej recenzji album Blood Visions na 200. miejscu w liście Top 200. albumów z lat 2000.

## Lista utworów
| Nr  | Tytuł utworu                             | Długość |
| --- | ---------------------------------------- | ------- |
| 1.  | „Blood Visions”                          | 1:31    |
| 2.  | „Greed, Money, Useless Children”         | 0:54    |
| 3.  | „It’s So Easy”                           | 1:10    |
| 4.  | „My Shadow”                              | 3:18    |
| 5.  | „My Family”                              | 1:43    |
| 6.  | „Death Is Forming”                       | 2:06    |
| 7.  | „Oh It’s Such a Shame”                   | 2:28    |
| 8.  | „Not a Substitute”                       | 1:05    |
| 9.  | „Nightmares”                             | 2:13    |
| 10. | „I See You Standing There”               | 1:39    |
| 11. | „We Who Wait” (cover utworu The Adverts) | 2:01    |
| 12. | „Fading All Away”                        | 1:28    |
| 13. | „Turning Blue”                           | 2:41    |
| 14. | „Puppet Man”                             | 1:44    |
| 15. | „Waiting for Something”                  | 3:16    |
|     |                                          | 29:17   |

## Muzycy
- Jay Reatard – wokal, gitara elektryczna i basowa, perkusja
- Alix Brown – gitara basowa w utworze „I See You Standing There” oraz wokal wspierający w „We Who Wait”